# Julian Joachim
Julian Joachim (Peterborough, 20 settembre 1974) è un ex calciatore inglese, di ruolo attaccante.

## Caratteristiche tecniche
È un'ala destra.

## Carriera

### Club
Professionista fino al 2008, vanta 156 presenze e 42 reti in Premier League, 59 partite e 10 gol in Championship, 17 incontri e 5 marcature in FA Cup e 6 presenze e 1 gol in Coppa UEFA. Dal 2008 gioca nel calcio dilettantistico inglese.

### Nazionale
Ha giocato nelle giovanili dell'Inghilterra fino all'Under-21.

## Palmarès

### Club

#### Competizioni regionali
- Lincolnshire Senior Cup: 1

Boston United: 2005-2006

#### Competizioni internazionali
- Coppa Intertoto UEFA: 1

Aston Villa: 2001

### Nazionale
- Campionato europeo di calcio Under-18: 1

Inghilterra 1993